# Ammospiza maritima nigrescens
El chingolo o gorrión costero oscuro (Ammospiza maritima nigrescens) es una subespecie extinta de A. maritima, ave paseriforme de la familia Passerellidae. El último ejemplar conocido murió en el año 1987 en el complejo de Discovery Island perteneciente a Walt Disney World, siendo declarada extinta en el año 1990.
Era bastante similar a la ssp. A. m. macgillivraii, pero su dorso era de una pardo grisáceo oscuro y su vientre era blanco, con abundantes rayas de la misma coloración del dorso y no presentaba bandas en el pecho.
Se distribuía por las marismas de la costa este de Estados Unidos y el este de Florida.